# Ansiklopedika.org

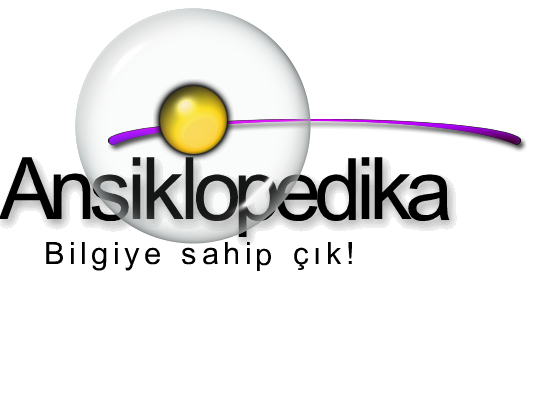
Logo

Ansiklopedika.org vagy egyszerűen Ansiklopedika, független, semleges és nonprofit szervezet, amelynek célja, hogy sokféle enciklopédikus információt gyűjtsön török nyelven a felhasználói által végzett szerkesztések alapján. Az Ansiklopedika a Mediawiki programot használja.
2012 decemberére az Ansiklopedikának már több mint 20 500 szócikke volt. Referencia-forrásként szolgál sok török híroldal és internetes oldal számára.

## Misszió
Az Ansiklopedika küldetése;
 Bár török nyelven nagyon sok információ elérhető az interneten még mindig találhatók fehér foltok. Emellett ezek az információ sok esetben nem semlegesek. Az Ansiklopedika egyetlen célja, hogy az interneten török nyelven elérhető legnagyobb semleges, megbízható, kielégítő és aktuális információforrás legyen. 